# Princeton-by-the-Sea

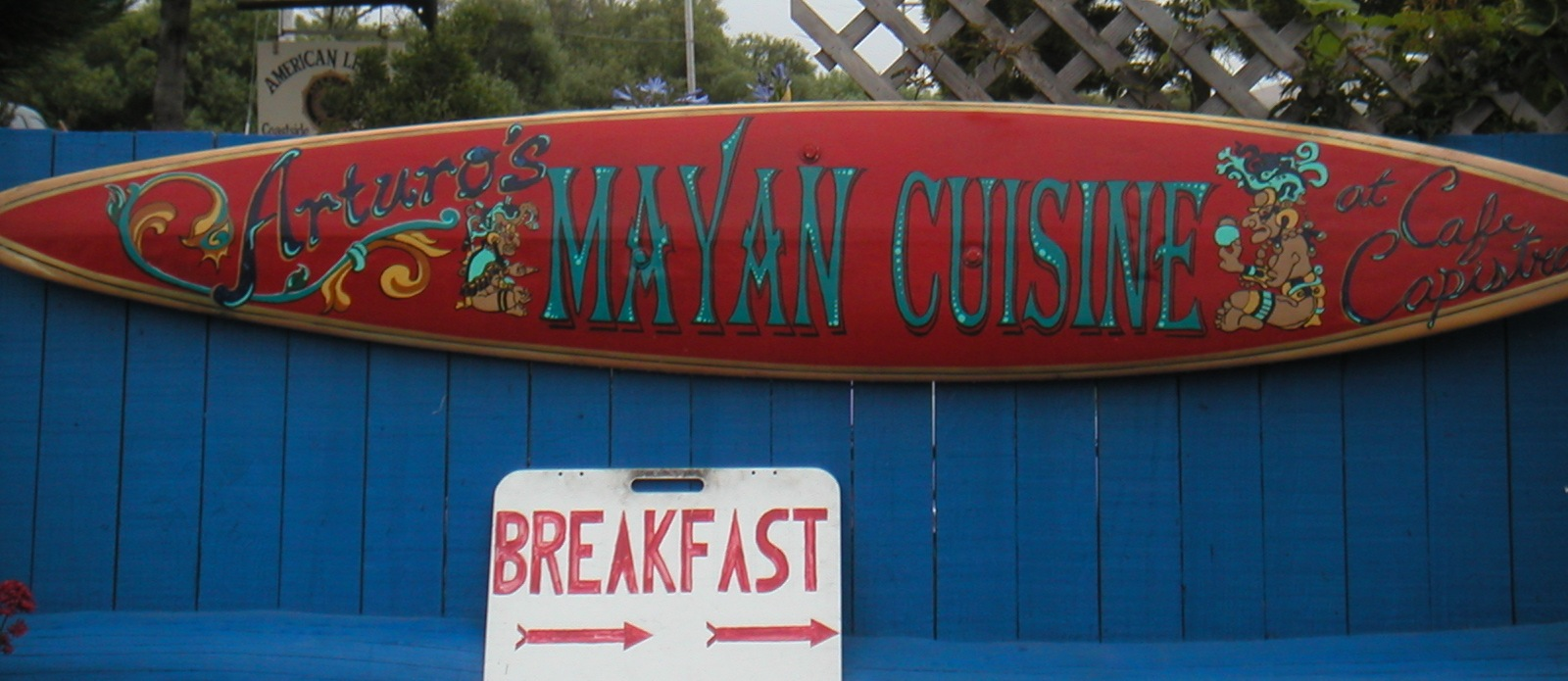
Insegna di un ristorante

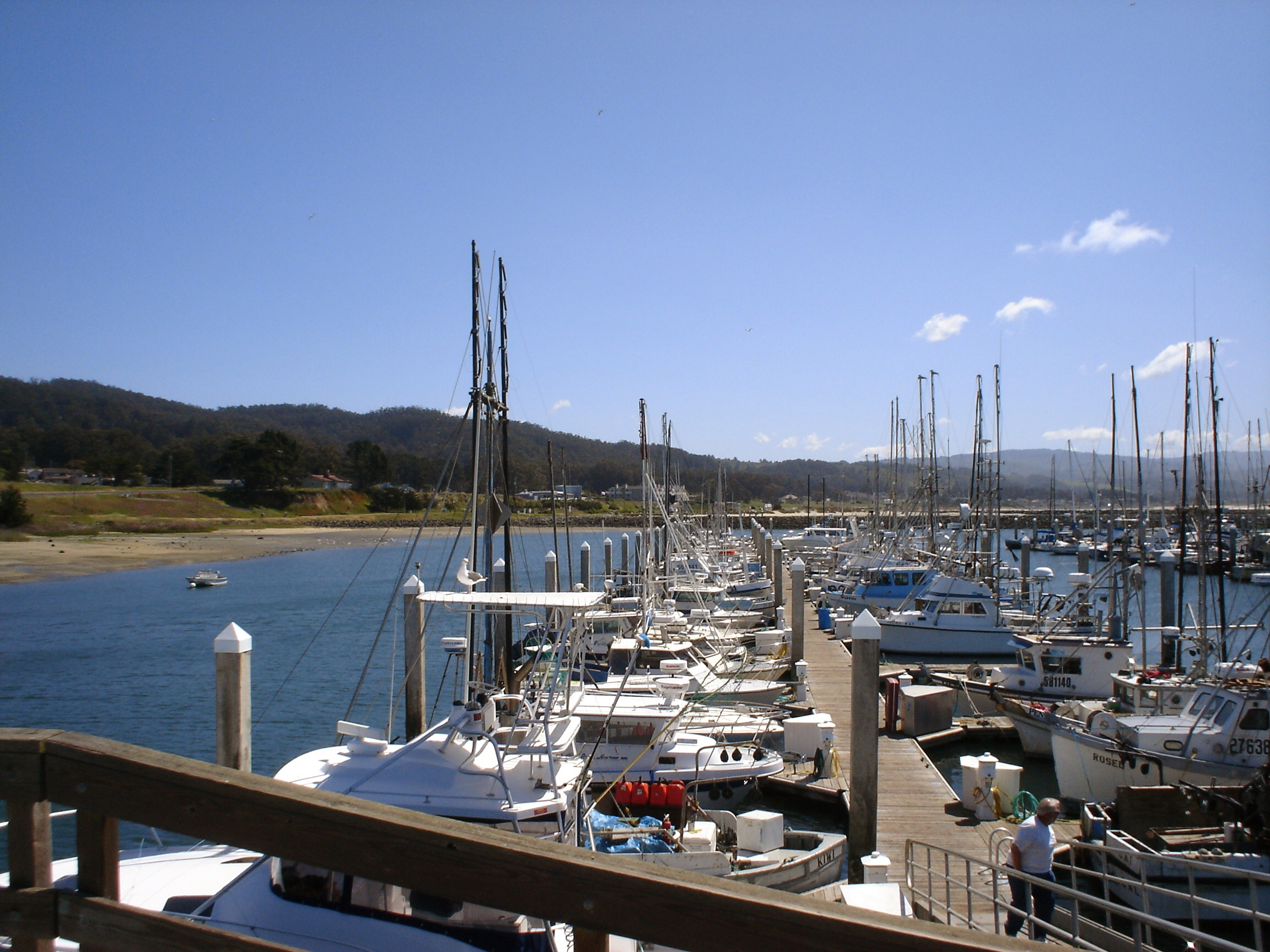
Il porto di Pillar Point

Princeton-by-the-Sea (chiamata talvolta Princeton, specialmente dai locali) è un'"area non incorporata" sulla costa della Contea di San Mateo, in California. L'area era abitata dagli Ohlone in epoca precolombiana. A causa del microhabitat sviluppatosi nel vicino porto di Pillar Point l'area è visitata spesso da uccelli che si nutrono di specie pelagiche. La comunità ha principalmente attività portuali e turistiche, con l'insediamento del Princeton Inn Hotel nei primi anni del '900. Con dati aggiornati al 2000, la popolazione della comunità ammonta a 297 individui.
Ogni anno nello spot chiamato Mavericks, situato nei pressi di Princeton-by-the-Sea, prende il via una competizione di surf su onde giganti.

## Geografia
La comunità si trova su un piano a un metro e mezzo sopra il livello del mare. Il terreno su cui sorge ha un ottimo drenaggio, essendo composto principalmente da depositi marini e sabbia mista a ghiaia. Fino al 1973 nell'area nord di Princeton-by-the-Sea ci sono state vaste coltivazioni.